# Cooperative identity
Cooperative Identity (COOPI), auch Mitgliederidentität, steht für den Ausdruck des Selbstverständnisses, des Wir-Gefühls der Mitgliedergemeinschaft, das sich aus der kollektiven Erfüllung von Mitgliederaufgaben ergibt. Die allgemein bekannte Corporate Identity (CI) bezeichnet die Organisations-Identität von und in Unternehmen. Die Cooperative Identity steht für die Organisations-Identität in Non-Profit-Organisationen.